# Cratere Noreen
Noreen  è un cratere sulla superficie di Venere.